# Blodgett Landing
Blodgett Landing es un lugar designado por el censo ubicado en el condado de Merrimack en el estado estadounidense de Nuevo Hampshire. En el Censo de 2010 tenía una población de 101 habitantes y una densidad poblacional de 133,55 personas por km².

## Geografía
Blodgett Landing se encuentra ubicado en las coordenadas 43°22′32″N 72°2′21″O / 43.37556, -72.03917. Según la Oficina del Censo de los Estados Unidos, Blodgett Landing tiene una superficie total de 0.76 km², de la cual 0.76 km² corresponden a tierra firme y (0%) 0 km² es agua.

## Demografía
Según el censo de 2010, había 101 personas residiendo en Blodgett Landing. La densidad de población era de 133,55 hab./km². De los 101 habitantes, Blodgett Landing estaba compuesto por el 98.02% blancos, el 0% eran afroamericanos, el 0.99% eran amerindios, el 0% eran asiáticos, el 0% eran isleños del Pacífico, el 0.99% eran de otras razas y el 0% pertenecían a dos o más razas. Del total de la población el 1.98% eran hispanos o latinos de cualquier raza.